# Kranj
Kranj (em alemão:  Krainburg) é uma cidade e município urbano da Eslovênia. A cidade de Kranj, sede do município, fica situada a noroeste da cidade de Liubliana, nas margens do rio Sava, e tem várias indústrias. O município tem cerca de 54 781 habitantes (estimativa 2010).

## Cidades irmãs
| - Oldham, Inglaterra, UK - La Ciotat, França - Rivoli, Itália - Banja Luka, Bósnia e Herzegovina - Bitola, República da Macedônia - Herceg Novi, Montenegro | - Osijek, Croácia - Zemun, Sérvia - Kotor Varoš, Bósnia e Herzegovina - Senta, Sérvia - Bad Eisenkappel, Áustria - Pula, Croácia | - Amberg, Alemanha - Novi Sad, Sérvia - Zenica, Bósnia e Herzegovina - Singen, Alemanha - Villach, Áustria |